# Borkowice (Lewin Brzeski)
Borkowice (deutsch Borkwitz) ist eine Ortschaft in der Gemeinde Lewin Brzeski im Powiat Brzeski der Woiwodschaft Oppeln.

## Geographie

### Geographische Lage
Borkowice liegt im Westen der historischen Region Oberschlesien. Der Ort liegt acht Kilometer östlich vom Gemeindesitz Lewin Brzeski (Löwen), 23 Kilometer südöstlich von der Kreisstadt Brzeg (Brieg) und 18 Kilometer nordwestlich von der Woiwodschaftshauptstadt Oppeln. Borkowice liegt in der Nizina Śląska (Schlesische Tiefebene) am Rande der Dolina Nysy Kłodzkiej (Glatzer Neiße-Tal) hin zur Równina Niemodlińska (Falkenberger Ebene). Durch den Ort verläuft die Landesstraße Droga krajowa 94.

### Ortsteile
Ortsteile von Borkowice sind Niwy (Niewe) und Błażejowice (Heidehaus).

### Nachbarorte
Nachbarorte von sind im Nordwesten Skorogoszcz (Schurgast) und Chróścina (Weißdorf), im Osten Skarbiszów (Karbischau) und im Südwesten Przecza (Arnsdorf).

## Geschichte
Nach dem Ersten Schlesischen Krieg 1742 fiel Borkwitz mit dem größten Teil Schlesiens an Preußen.
Nach der Neuorganisation der Provinz Schlesien gehörte die Landgemeinde Borkwitz ab 1816 (bis 1945) zum Landkreis Falkenberg O.S. im Regierungsbezirk Oppeln. 1845 bestanden im Dorf ein Vorwerk, Zollhaus, eine Brauerei, eine Brennerei und 21 Häuser. Im gleichen Jahr lebten in Borkwitz 168 Menschen, davon 39 evangelisch. 1865 zählte der Ort 12 Gärtner, 11 Häusler und 13 Kolonisten. 1874 wurde der Amtsbezirk Niewe gegründet, welcher aus den Landgemeinden Borkwitz, Deutsch Jamke, Niewe und Sorge und den Gutsbezirken Deutsch Jamke, Niewe und Sorge bestand. 1880 wurde der Amtsbezirk Niew aufgelöst und die Landgemeinden dem Amtsbezirk Schloss Schurgast zugeordnet. 1885 zählte Borkwitz 311 Einwohner.
1933 hatte Borkwitz 513 Einwohner. Am 28. Juli 1936 wurde der Ortsname in Borkenhain O.S. geändert. 1939 zählte der Ort 540 Einwohner.
Am 23. Januar 1945 wurde das Dorf durch sowjetische Artillerie beschossen, wobei einige Häuser zerstört wurden. Am 4. Februar 1945 rückte die Rote Armee ins Dorf ein. Danach kam der bisher deutsche Ort unter polnische Verwaltung und wurde in Borkowice umbenannt und der Woiwodschaft Breslau zugeordnet. 1950 kam der Ort zur Woiwodschaft Oppeln. 1999 kam der Ort zum Powiat Brzeski.

## Persönlichkeiten
- Christian Friedrich von Arnstedt (1737–1817), deutscher Gutsherr und Landrat, Erbherr auf Niewe, Borckwitz und Hilbersdorf